# زيت البرتقال

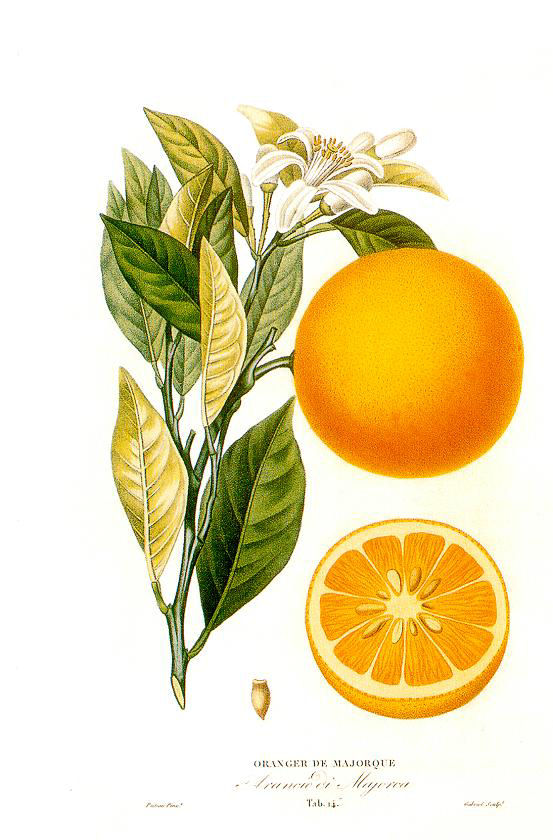
الحمضيات سينينسيس (L.) البياني التاريخ وثقافة قصر أورانجرز A. ريسو و A. Poiteau. - باريس هنري بلون، المحرر، 1872

زيت البرتقال هو زيت عطري يُنتج بوساطة خلايا بين لحاء فاكهة البرتقال. على عكس معظم الزيوت العطرية، فإنه يُستخرج كمنتج ثانوي في إنتاج عصير البرتقال بوساطة جهاز الطرد المركزي، منتجاً زيتاً معصوراً على البارد. يتألف بمعظمه (أكثر من 90%) من د-ليمونين d-limonene  ويستخدم غالباً بديلاً عن د-ليمونين النقي. د-ليمونين ممكن أن يستخرج من الزيت بوساطة التقطير.

## ليمونين
يعطي الليمونين الفواكه الحامضة نكهتهم العطرية المألوفة، ولذلك يستخدم في العطور في المنظفات المنزلية لعطره. وهو أيضاً فعال، صديق للبيئة، ومذيب آمن نسبياً، مما يجعله مكوناً فعالاً مختاراً في العديد من التطبيقات، مثل، مزيلات البقع والأشياء الملتصقة، منظفات لعديد من الأنواع، ومزيلات الطلاء وهو أيضاً مفيد جداً في الزراعة.

## التركيب
المكونات داخل زيت البرتقال تختلف مع كل استخراج زيت. اختلاف المكونات يحدث كنتيجة للتغيرات الإقليمية والموسمية بالإضافة إلى الطريقة المستخدمة في الاستخلاص. العديد من مئات المكونات قد تم التعرف عليها بوساطة مقياس الطيف الكتلي الاستشرابي الغازي gas chromatograph-mass spectrometry . معظم المواد في الزيت تعود إلى مجموعة التيربين مع كون الليمونين هو المركب المسيطر. الكحولات الهيدروكربونية الأليفاتية طويلة السلسلة والألدهيدات مثل اوكتانول واوكتانال هما المجموعة الثانية المهمة في المواد.
| المركب               | تركيز زيت البرتقال الإيطالي [%] | تركيز زيت برتقال فالنسيا [%] | تركيز زيت برتقال فالنسيا [%] | تركيز زيت برتقال فالنسيا [%] |
| -------------------- | ------------------------------- | ---------------------------- | ---------------------------- | ---------------------------- |
| ليمونين              | 93.67                           | 91.4                         | 95.17                        | 97.0                         |
| ألفا-بينين           | 0.65                            | 1.4                          | 0.42                         | –                            |
| سابينين and β-Pinene | 1.00                            | 0.4                          | 0.24                         | –                            |
| Myrcene              | 2.09                            | 4.3                          | 1.86                         | 0.03                         |
| أوكتانال             | 0.41                            | –                            | -                            | –                            |
| لينالول              | 0.31                            | 0.8                          | 0.25                         | 0.3                          |
| كارين (كيمياء)       | 0.31                            | –                            | –                            | –                            |
| Decanal              | 0.27                            | 0.4                          | 0.28                         | –                            |

## المخاطر
الليمونين والذي هو المكوّن الرئيسي للزيت هو مخرش معتدل، بما أنه يذيب زيوت الجلد الواقية. ليمونين ومنتجه المؤكسد هما مخرشان للجلد. و limonene-1,2-oxide ( المتشكل بالأكسدة الهوائية) معروف كمسبب للحساسية الجلدية، معظم تقارير الحالات للتخريش كانت مرتبطة بالتعرض الصناعي طويل الأمد للمركب النقي مثل : أثناء إزالة الشحم أو تحضير الطلاءات. على كل حال فإن دراسة على مرضى يبدون التهاب الجلد أظهرت أن 3% منهم لديهم حساسية لليمونين.
لوحظ أن الليمونين يسبب السرطان عند ذكور الجرذان، عن طريق التفاعل مع α2u-globulin ، والذي لا يُنتج عند إناث الجرذان. لا يوجد دليل للسرطنة أو السمية للجينات عند البشر. صنفت الوكالة الدولية لأبحاث السرطان IARC د-ليمونين تحت الصنف 3: لا يمكن تصنيفه كمسرطن لدى البشر.
الليمونين أيضاً قابل للاشتعال.

## المراقبة الحيوية للأوبئة
ممكن أن يستخدم زيت البرتقال في المراقبة الحيوية للأوبئة للمبيدات حشرية خضراء. يستطيع أن يقتل نملة، بالإضافة إلى مستعمرات كاملة من النمل. يمحو زيت البرتقال أيضاً مؤشر أثر رائحة الفيرمونون للنمل ويعطّل فعاليات إعادة الغزو عند النمل. استعماله في الزراعة العضوية يأخذ بالازدياد بشكل مهم بسبب طبيعته غير السامة. يستخدم بشكل شائع في المطابخ لطرد الحشرات بشكل آمن.
زيت البرتقال معروف أيضاً بأنه مفيد في التحكم والإبادة للنمل الأبيض للخشب الجاف

## وصلات خارجية
- The Effect of Citrus Oils on Fruit Flies